# 晚禮服

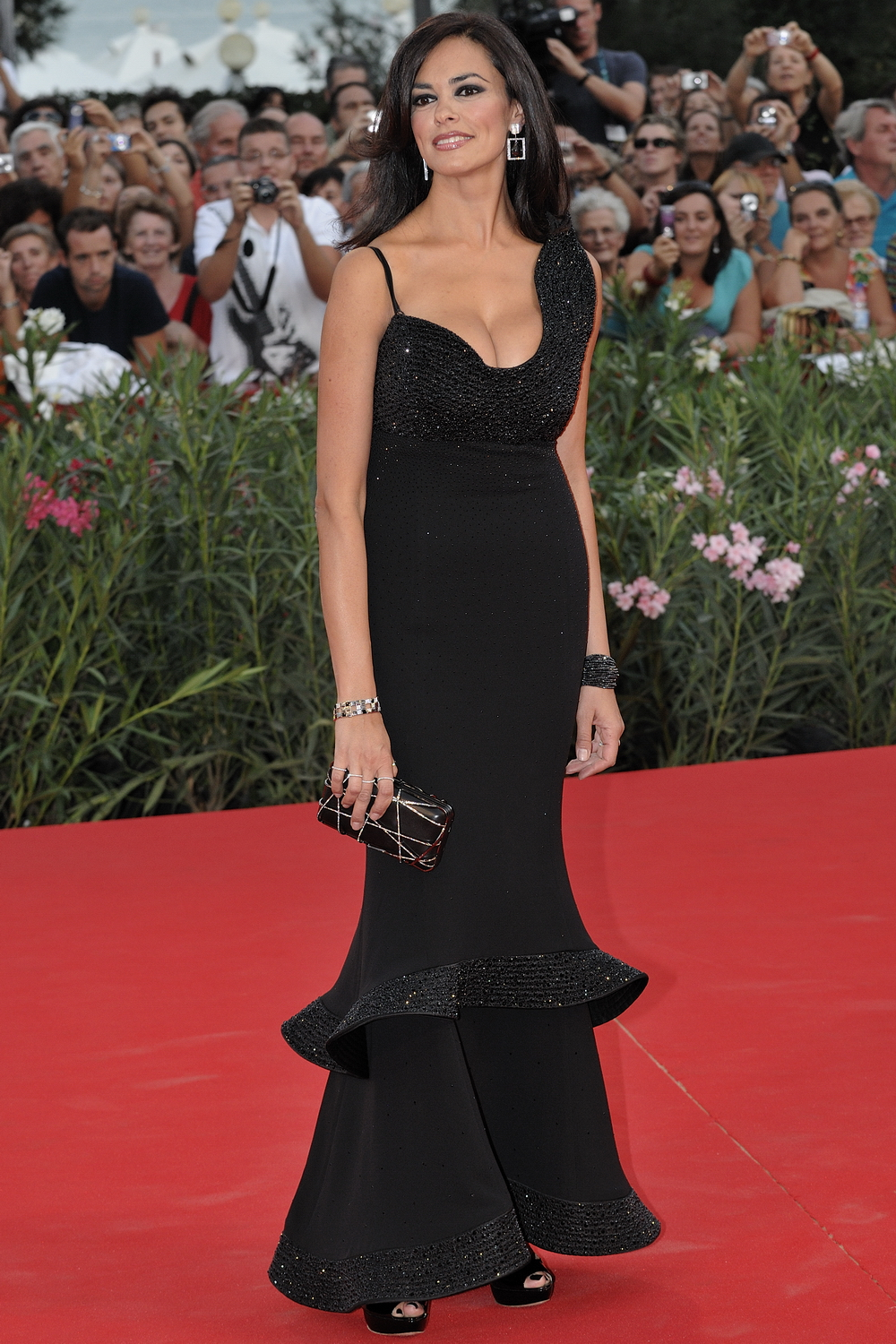
瑪莉亞·嘉西亞·古欣娜塔身穿黑色晚禮服現身威尼斯電影節

晚禮服是通常在正式場合穿著的连衣裙。晚禮服的裙長長度不一，最短的和芭蕾舞裙（裙襬位於小腿的中部至踝部之間）差不多，也有的裙擺長度和茶裙差不多（裙襬位於踝部上方），晚禮服的裙擺最長可以觸碰到地面。這種禮服通常要搭配晚宴手套。